# Connected (Gary Wright)
Connected is het dertiende muziekalbum van Gary Wright. Het album is opgenomen in zijn eigen High Wave geluidsstudio te Los Angeles. Het duurde twee jaar om het album af te krijgen, haast had Wright daarbij niet. Ondertussen was hij op tournee met de Ringo Starr All Stars Band en wilde een zo perfect mogelijk album afleveren. Optreden met de Ringo Starr All Stars Band zorgde er wel voor dat de klank van teruggaat naar de jaren ‘70 met toetsinstrumenten die klinken als bespeeld door Stevie Wonder. De voorgaande albums bevatten new agemuziek, Connected bevat rockmuziek.

## Musici
- Gary Wright – alle muziekinstrumenten

met
- Dave Mason, Jeff Baxter – gitaar
- Ringo Starr – slagwerk.

## Muziek
| Nr. | Titel                                       | Duur |
| --- | ------------------------------------------- | ---- |
| 1.  | Satisfied (Bobby Hart, Wright)              | 4:24 |
| 2.  | Get your hands up! (Wright)                 | 3:38 |
| 3.  | Under your spell (Wright)                   | 4:33 |
| 4.  | No one does it better (Wright)              | 4:17 |
| 5.  | Can’t find no mercy (Oliver Leiber, Wright) | 4:57 |
| 6.  | Life’s not a battlefield (Joe Beck, Wright) | 4:05 |
| 7.  | Gimme some time (John Lang, Wright)         | 4:08 |
| 8.  | Connected (Wright)                          | 4:28 |
| 9.  | Kira Layne (Wright)                         | 3:16 |
| 10. | You make me feel better (Wright)            | 4:46 |